# 양동중학교 (경기)
양동중학교(楊東中學校)는 대한민국 경기도 양평군 양동면 쌍학리에 있는 사립 중학교이다.

## 학교 연혁
- 1949년 12월 5일 : 양동중학교 설립 기성회 구성
- 1950년 5월 12일 : 양동중학교 개교
- 1950년 6월 25일 : 사변으로 휴교
- 1954년 3월 8일 : 제1회 졸업식 거행
- 1955년 3월 22일 : 재단법인 한일학원 인가
- 1964년 4월 25일 : 학교법인 한일학원으로 변경
- 1978년 8월 28일 : 9학급에서 15학급으로 증설
- 2012년 1월 1일 : 제7대 김주현 이사장 취임
- 2017년 3월 2일 : 제20대 홍달수 교장 취임
- 2021년 1월 13일 : 제68회 졸업식 거행

## 참고 자료
- 양동중학교 - 한국교육학술정보원 학교알리미